# Merystem wtórny
Merystem wtórny – roślinna tkanka twórcza, powstająca z komórek należących do tkanek stałych, które już utraciły zdolność do podziału, ale w określonych sytuacjach przyjmują powtórnie formę embrionalną, zdolną do podziałów.
Wyróżnia się merystemy wtórne:
- merystem wierzchołkowy bocznych korzeni i pędów przybyszowych,
- merystem boczny,
- merystem przyranny[1],
- merystemoidy,
- niektóre merystemy archesporialne.